# 마이니치 신문사

마이니치 신문사(일본어: 毎日新聞社 마이니치신분샤[*])는 마이니치 신문을 발행하는 신문사이다.